# 藍山みなみ
藍山 みなみ（あおやま みなみ、1982年5月28日 - ）は、日本の女優、元AV女優。プライムエージェンシー元所属。

## 略歴
2003年にAVデビュー。
2005年からはVシネマ女優としても活躍。
2005年1月8日に新宿ロフトプラスワンで行われた『アタッカーズ祭り2005 今年も犯ります』の第2部に、上原留華、白鳥るり、椎名実果と出演した。
2006年には、桃太郎映像出版の『田村総一朗とアナルな仲間たち』のイベントがきっかけで『女だらけの変態あなる時間』で監督も努めた。
2007年3月7日、新宿のロフトプラスワンで行われた桃太郎映像出版のイベント「桃太郎Night2007! Vol.1」でAV女優からの引退を表明した。引退作は桃太郎映像出版とアタッカーズから2007年6月7日に同時発売され、両社共同の6月10日のサイン会＆撮影会をもってAV女優を完全引退した。今後はピンク映画、Vシネマで活動する。また高取英の主宰する月蝕歌劇団に加入した。
同じ元AV女優の宮地奈々や日高ゆりあとは大親友で共演作も多い。（両者バンビプロモーション所属）日高と宮地は「ゆりあ＆みやちぃ」というユニットを結成し、ブログを共同で開設していた。
舞台でも活動しており、月蝕歌劇団の舞台などに出演している。
2009年12月17日-20日、AV女優だけの舞台「VIVIDCOLOR」を企画、アフリカ座と共に行った。
2011年6月7日、「藍山みなみ」としての活動を完全に引退した。

## 作品

### アダルトビデオ
单体作品
- Super Peach Pictures 藍山みなみ（2005年9月22日、桃太郎映像出版）
- Dolls 恋情（2005年12月10日）
- 不思議なメイドカフェ 藍山みなみ（2006年3月25日）
- 黒髪 藍山みなみ（2005年7月15日）
- Reprise B★Jean 藍山みなみ（2005年9月22日）
- ファイナル・ファック 藍山みなみ（2007年6月7日、桃太郎映像出版）

2003年
- 近親相姦8ストーリー -第四章-（7月8日、隼エージェンシー）オムニバス作品
- メガネッ子女子校生はもっといぢめてほしい（7月8日、隼エージェンシー）オムニバス作品
- オナニスト第四章（7月9日、隼エージェンシー）
- 女子校生部活日誌 EPISODE3 バスケ部編（10月15日、ホットエンターテイメント）
- おばさまにレズられた娘たち2（10月20日、ディープス）
- スジです!II もっといじくろう!!（12月26日、HRC）

2004年
- 完全中出し受精!16（1月23日、HRC）
- 淫語★痴女[口の上手いオンナ]（2月5日、ドリームチケット）
- セルフ★イラマチオ[自発的口姦]（2月5日、ドリームチケット）
- バーチャルEX 励まし女子校生!!（3月8日、アイデアポケット）
- cute（3月15日、イージーオー）
- 藍山みなみ補完計画（4月3日、ハンドメイドビジョン）
- 秘密 インケイジュ2（4月3日、ワープエンタテインメント）
- 私だけの女教師レズペット~第3章~（4月15日、SODクリエイト）
- 女子校生拉致監禁 12（4月16日、ゴーゴーズ）
- 僕、専用。11号[MINAMI]（4月28日、ゴーゴーズ）
- すてリロ III ～摘み取られるつぼみたち…～（4月28日、ジャングルポケット）
- 悶絶地獄 肛門責め（5月1日、ワンズファクトリー）オムニバス作品
- ANGEL HIGH SCHOOL（5月8日、アイデアポケット）
- ベイビーフェイスをやっつけろ!DVD edition3（5月21日、KUKI）オムニバス作品
- 中出し240 3（6月15日、隼エージェンシー）
- 女子アナ凌辱中継!4（6月17日、SODクリエイト）
- 淫魔CINEMASHOW2 淫魔収容所（7月8日、アタッカーズ）
- 凌辱エロメス11（7月16日、ワイルドサイド）
- 私立淫語ピンサロ学園高等部（7月22日、SODクリエイト）
- 名門アナル王国 6（8月6日、ワイルドサイド）
- 恥ずかしいコト。（8月6日、アウダースジャパン）
- ブルーフィルム（8月8日、ドグマ）
- 女子校生監禁凌辱 鬼畜輪姦47（8月8日、アタッカーズ）
- 凌辱現場 監禁された社長令嬢（9月15日、隼エージェンシー）
- 裏・人間●廃業 黒田将稔（9月17日、ジャパンホームビデオ）
- ザ★レズバトル ハイスクール（9月23日 SODクリエイト）
- こだわりの手コキ 26人の手コキ嬢（10月14日、隼エージェンシー）
- スケパンデカ（10月20日、ネクストイレブン）
- 体感ファック if･･･29 お月様に聞いてみた･･･（10月22日、桃太郎映像出版）
- 女子校生れず先輩と私61（10月22日、U&K）
- 女子高生中出し（11月8日、タカラ映像）オムニバス作品
- スーパー女子校生ドキュメント あの娘が制服脱いだなら・・・。（11月15日 ジェイモデル）オムニバス作品
- アタッカーズ 蛇縛の拷問折檻 3 -呪われた三姉妹-（12月8日、アタッカーズ）
- 拉致監禁SP 五人目 side A（12月10日、ゴーゴーズ）
- 拉致監禁SP 五人目 side B（12月10日、ゴーゴーズ）
- 拉致監禁SP 五人目 完全版（12月10日、ゴーゴーズ）
- 女子校生強制中出し 4（12月15日、隼エージェンシー）
- かなり気になるアソコの家族（12月15日 ネクストイレブン）
- フェラコレ2004 フェラマニア完全保存版 40人のフェラジェンヌ（12月15日、隼エージェンシー）
- たたされんぼ（12月23日、ビー・スバル・プロモーション）

2005年
- HAMEX☆JAPAN5（1月8日、ハメックス）オムニバス作品
- 痴女GANG 抜袋イーストゲートファック（1月20日、アレックス）
- 元祖！女子校生痴女集団にオモチャにされてみませんか?（2月10日、ドグマ）
- 痴女ハウスへようこそ!痴女6人の発情パフォーマンス（2月17日、隼エージェンシー）
- GOKAN3 EPISODE2 女子校生30人失踪事件（3月8日、アタッカーズ）
- DEEP INSIDE HOLE #7（3月18日、桃太郎映像出版）オムニバス作品
- 素人変態マゾ調教 悶絶丸見え制服少女（4月8日、マルクス兄弟）
- みなみの穴（4月15日、隼エージェンシー）
- キス・コレクション2 34人のべろんちょ娘（4月15日、隼エージェンシー）
- RAPE SNIPER ゴールド13（4月15日、アレックス）
- 新ひとり暮らしっ娘 -素顔-（5月13日、桃太郎映像出版）
- 黒髪女子校生 黒タイツ編（5月13日、ビッグモーカル）
- オナニスト［第十章］（5月18日、隼エージェンシー）
- 拘束椅子トランス（6月15日、ドグマ）
- フェラマニア 25人のおしゃぶり姫（6月15日、隼エージェンシー）
- 人気アニキャラ集団痴女に家に無理矢理住まれた上に設定付きで毎晩犯されてみませんか?（6月24日、アリスJAPAN）
- 酔娘伝（7月15日、桃太郎映像出版）
- 黒髪（7月15日、ワープエンタテインメント）
- 思春期愛好家（7月16日、ガッツ）
- いきまくり4時間（8月10日、隼エージェンシー）オムニバス作品
- 淫語オナニー愛好家 3（8月11日、ガッツ）
- みるスポ!072（8月19日、みるきぃぷりん♪）
- 黒タイツ学級委員長はヤリまん。（8月26日、ビッグモーカル）
- 監禁女子校生ナマ中出しスペシャル（9月13日、マルクス兄弟）
- Reprise B★Jean（9月22日、桃太郎映像出版）
- Wild Thing EX（9月22日、桃太郎映像出版）
- Burst My Play Thing（9月22日、桃太郎映像出版）
- Super Peach Pictures（9月22日、桃太郎映像出版）
- 女囚アマゾネス ひん剥かれた美女軍団（9月27日、マックス・エー）
- 操りメイド人形（10月13日、マルクス兄弟）オムニバス作品
- 不思議なメイドカフェ（11月3日、桃太郎映像出版）
- プライベート（11月11日、オブテイン・フューチャー）
- こんでんすみるきぃ♪♪43（11月19日、みるきぃぷりん♪）
- 女囚アマゾネス・2酒池肉林巨乳ハーレム（11月25日、マックス・エー）
- 清純エロ娘 藍山みなみのハメ撮りファック!!（12月9日、素人倶楽部）
- Dolls[大切な玩具] 恋情（12月10日、ドリームチケット）
- レズ人形遊戯 コスプ・レ・ズ vol.5（12月16日、U&K）
- 女子校生制服騎乗 2（12月16日、クリスタル映像）

2006年
- アナル中出し2（1月1日、イエローボックス）
- アナルバング（1月2日、桃太郎映像出版）
- AV女優に訴えられたソフト・オン・デマンド 公開AV裁判（1月19日、SODクリエイト）
- 実話輪姦2（2月1日、MOODYZ）
- 救性痴女病棟 2（2月1日、アイデアポケット）
- 奴隷島第二章 妊娠という名の拷問（2月7日、アタッカーズ）
- 黒人とロ●ータのアナル交尾 ～二人の黒人とみなみが2穴ファック～（2月23日、グローリークエスト）
- アナル中出し2（3月10日、イエロー）
- 彼女のカノジョと*05（3月18日、ゴーゴーズ）
- アナル THE まにあ（7月19日、みるきぃぷりん）
- Moelish メイド10人×男10人20P大乱交 絶対服従11P主人に群がるメイド10人（7月19日、桃太郎映像出版）
- 素人本生ビデオ VOL.12（8月8日、マンダリン）
- 拉致った女子校生に強制放尿とナマ中出し!!（9月1日、ワンズファクトリー）
- Lesbian ～ふたりきりの密室～（10月16日、実録出版）
- 超最高級アナルソープ（11月16日、アイエナジー）

2007年
- 地獄の女神（4月7日、アタッカーズ）
- 奴隷島 第九章 恋人のいる風景…（5月7日、アタッカーズ）
- 蛇縛の拷問折檻8 ―藍き終焉―（6月7日、アタッカーズ）
- ちょいワルギャルズ（4月28日、ビースバル）

2008年
- Lesbian（12月9日、実録出版）

発売日不明
- 強制悶絶!! 拘束電マ責め Part2（激弾エクストリーム）

### イメージビデオ
- 裸体 marvelous（2005年9月30日、シャッフル）

### 監督作品
- 女だらけの変態あなる時間（2006年6月19日、桃太郎映像出版）

## 出演

### テレビ
- Peach-Pit 桃のたね #41（MONDO TV）

### テレビドラマ
- 特命係長 只野仁（3rdシーズン） 第27話（2007年） - 電王堂社員 役
- 炎の警備隊長・五十嵐杜夫8（2010年） - ホステス 役

### 映画
- ビタースイート 濃厚不倫（2004年）
- kuchisake 口裂け（2005年） - 和美 役※別名タイトル「官能病棟 濡れた赤い唇」

### 成人映画
- お義母さん、秘密のアルバイト（2007年）
- 中川准教授の淫びな日々（2008年） - 中川恵美 役
- 誘惑教師（秘）巨乳レッスン（2009年8月21日、オーピー映画） - 成島さやか 役[6]
- 悦楽の性界 淫らしましょ!（2011年）

### Vシネマ
2005年
- 新・痴漢（秘）劇場〜猥らな肉芽いじり〜
- 痴漢終電車 主婦たちの不倫快速
- 新だまし屋本舗〜おいしいバイトにご用心〜
- 新だまし屋本舗〜ペーパー商法にご用心〜

2006年
- 義母の淫らな手 僕を導いて…
- 友達の母
- 新だまし屋本舗〜美容詐欺を撲滅せよ〜
- 新だまし屋本舗〜フランチャイズ詐欺を撲滅せよ〜
- 萌えキュン@MOVIE 猫耳少女キキ - 高木の元カノ 役
- 続・禁断の果実
- 友だちの母さんと… 美熟女、秘密の宴
- 卑猥 hiwai

2007年
- ふ・た・ま・た
- おじさん天国

2008年
- ヤンキー女子高生〜茨城最強伝説〜
- 修羅の妻（おんな）たち　〜射殺者の妻、その愛〜
- 実録 無敵道

2009年
- 小悪魔蝶々（バタフライ）～嬢王への道～

2010年
- 告白 ナースの残業 - 佐々木香織 役

## 書籍
- 脱ぐしか選択肢のなかった私。（2006年6月30日発売、英知出版、ISBN 4-7542-2067-6） - 他収録女優:天衣みつ、日高ゆりあ、姫川麗、白鳥あきら 、紅音ほたる、浜崎リオン、美神ルナ、小林かすみ、三上翔子、若葉かおり